# Gare de Bagneux
Gare de Bagneux vasútállomás és RER állomás Franciaországban, Cachan településen.

## Vasútvonalak
Az állomást az alábbi vasútvonalak érintik:
- Ligne de Sceaux

## Kapcsolódó állomások
A vasútállomáshoz az alábbi állomások vannak a legközelebb:
- Gare d’Arcueil - Cachan (Gare Aéroport Charles-de-Gaulle 2 TGV, Gare de Mitry - Claye, B RER-vonal)
- Gare de Bourg-la-Reine (Gare de Saint-Rémy-lès-Chevreuse, Gare de Robinson, B RER-vonal)

## Lásd még
- Franciaország vasútállomásainak listája
- A RER állomásainak listája